# Leiðarhnúkar
Leiðarhnúkar är en bergstopp i republiken Island. Den ligger i regionen Norðurland eystra, 220 km nordost om huvudstaden Reykjavík. Toppen på Leiðarhnúkar är 1 312 meter över havet.
Trakten runt Leiðarhnúkar är nära nog obefolkad, med mindre än två invånare per kvadratkilometer. Det finns inga samhällen i närheten. Trakten runt Leiðarhnúkar är permanent täckt av is och snö.